# Lacina Traoré
Lacina Traoré (Abidjan, 20 mei 1990) is een Ivoriaans betaald voetballer die doorgaans in de aanval speelt. Traoré debuteerde in 2012 in het Ivoriaans voetbalelftal.

## Carrière
Traoré doorliep de jeugdopleiding van ASEC Mimosas en debuteerde in het seizoen 2007/08 op het hoogste niveau in het shirt van Stade d'Abidjan. Hij werd in het seizoen 2009/10 voor het eerst landskampioen, in de Liga 1 met CFR Cluj. Dit nadat hij daarmee in 2009 al de nationale beker en supercup won. Met Cluj debuteerde hij in het seizoen 2009/10 eveneens in de UEFA Europa League en nam hij het daarin met zijn ploeggenoten op tegen FK Sarajevo, PSV, FC Kopenhagen en Sparta Praag. Hij verruilde Újpest FC in augustus 2019 voor CFR Cluj, waarvoor hij ook van juli 2008 tot en met februari 2011 uitkwam.

## Clubstatistieken
| Seizoen | Club               | Competitie        | Wedstrijden | Doelpunten |
| ------- | ------------------ | ----------------- | ----------- | ---------- |
| 2007    | Stade d'Abidjan    | Première Division | 17          | 2          |
| 2008    | Stade d'Abidjan    | Première Division | 10          | 4          |
| 2008/09 | CFR Cluj           | Liga 1            | 6           | 1          |
| 2009/10 | CFR Cluj           | Liga 1            | 25          | 6          |
| 2010/11 | CFR Cluj           | Liga 1            | 13          | 7          |
| 2011/12 | Koeban Krasnodar   | Premjer-Liga      | 38          | 18         |
| 2012/13 | Anzji Machatsjkala | Premjer-Liga      | 24          | 12         |
| 2013/14 | Anzji Machatsjkala | Premjer-Liga      | 5           | 1          |
| 2013/14 | AS Monaco          | Ligue 1           | 0           | 0          |
| 2013/14 | → Everton          | Premier League    | 1           | 0          |
| 2014/15 | AS Monaco          | Ligue 1           | 6           | 1          |
| 2015/16 | AS Monaco          | Ligue 1           | 19          | 3          |
| 2016/17 | → CSKA Moskou      | Premjer-Liga      | 14          | 5          |
| 2016/17 | → Sporting Gijón   | Primera División  | 8           | 2          |
| 2017/18 | → Amiens SC        | Ligue 1           | 18          | 0          |
| 2018/19 | Újpest FC          | NB I              | 9           | 3          |
| 2019/20 | CFR Cluj           | Liga 1            | 10          | 2          |
| 2020/21 | Bandırmaspor       | TFF 1. Lig        | 14          | 0          |

## Interlandcarrière
Traoré debuteerde in 2012 in het Ivoriaans voetbalelftal. Daarmee won hij in 2015 de Afrika Cup. Hij viel op het laatste moment af in de selectie van bondscoach Sabri Lamouchi voor het WK voetbal 2014. De aanvaller van AS Monaco was niet op tijd hersteld van een knieblessure.

## Erelijst
| Competitie         |          |                  |          |          |
| Competitie         | Aantal   | Jaren            |          |          |
| CFR Cluj           | CFR Cluj | CFR Cluj         | CFR Cluj | CFR Cluj |
| ------------------ | -------- | ---------------- | -------- | -------- |
| Kampioen Liga 1    | 1x       | 2009/10          |          |          |
| Cupa României      | 2x       | 2008/09, 2009/10 |          |          |
| Supercupa României | 2x       | 2009, 2010       |          |          |
| Ivoorkust          |          |                  |          |          |
| Afrika Cup         | 1x       | 2015             |          |          |